# Перишор
Перишор (на гръцки: Περισσόρ, Περισιώρι) е бивше село в Република Гърция, дем Негуш, област Централна Македония.

## География
Селото е било разположено северозападно от град Негуш (Науса), между селата Янаково (Янакохори), Голема река (Родохори) и манастира „Свети Йоан Предтеча Външни“.

## История
Към края на XVII век Перишор има 120 семейства, които говорят „славомакедонски“.
Селото взима активно участие в Негушкото въстание в 1822 година. При потушаването на въстанието войските на Лобут паша го сриват до земята и то не е повече възстановено.